# 黃應策
黃應策（1513年—？），字君用，福建興化府莆田縣人，民籍，明朝政治人物。

## 生平
嘉靖十九年（1540年）庚子科福建鄉試第十八名舉人。嘉靖二十年（1541年）中式辛丑科會試第二百六名，登第三甲第十三名進士。官金华府推官。

## 家族
曾祖黃諭，封刑部主事；祖父黃鎮，贈知縣；父黃漳，府通判。前母柯氏（贈孺人）；母林氏（封孺人）。具庆下。兄黄应星（贡士）。